# Jean XXIII
Pour les articles homonymes, voir Jean XXIII (homonymie) et Roncalli.
Angelo Giuseppe Roncalli, né le 25 novembre 1881 à Sotto il Monte, près de Bergame en Italie, et mort le 3 juin 1963 au Vatican, est un prélat italien et saint de l'Église catholique, élu pape le 28 octobre 1958 sous le nom de Jean XXIII (en latin Ioannes XXIII, en italien Giovanni XXIII). En qualité d'évêque de Rome et chef d'État du Vatican, il est le 261e pape de l'Église catholique jusqu'à sa mort.
Il convoque le IIe concile œcuménique du Vatican, appelé aussi concile Vatican II (1962-1965), dont il ne voit pas la fin car il meurt le 3 juin 1963, deux mois après avoir achevé l’encyclique Pacem in Terris.
Béatifié par le pape Jean-Paul II à l’occasion du jubilé de l’an 2000, puis canonisé par le pape François en 2014 (en même temps que Jean-Paul II), il est considéré comme saint par l’Église catholique et fêté le 11 octobre, jour de l’ouverture de Vatican II. En Italie, on lui donne le surnom affectueux d’Il Papa Buono (« Le Pape Bon » ou « Le Gentil Pape »).

## Jeunesse et carrière de nonce

### Vie familiale et prêtrise de Bergame à Rome

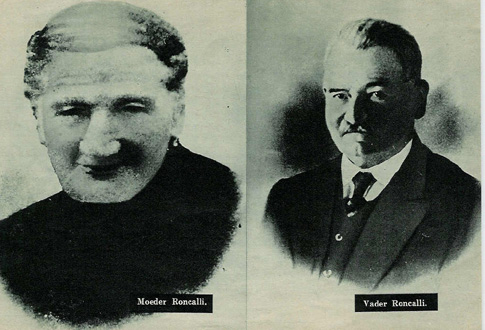
La mère et le père d'Angelo Roncalli

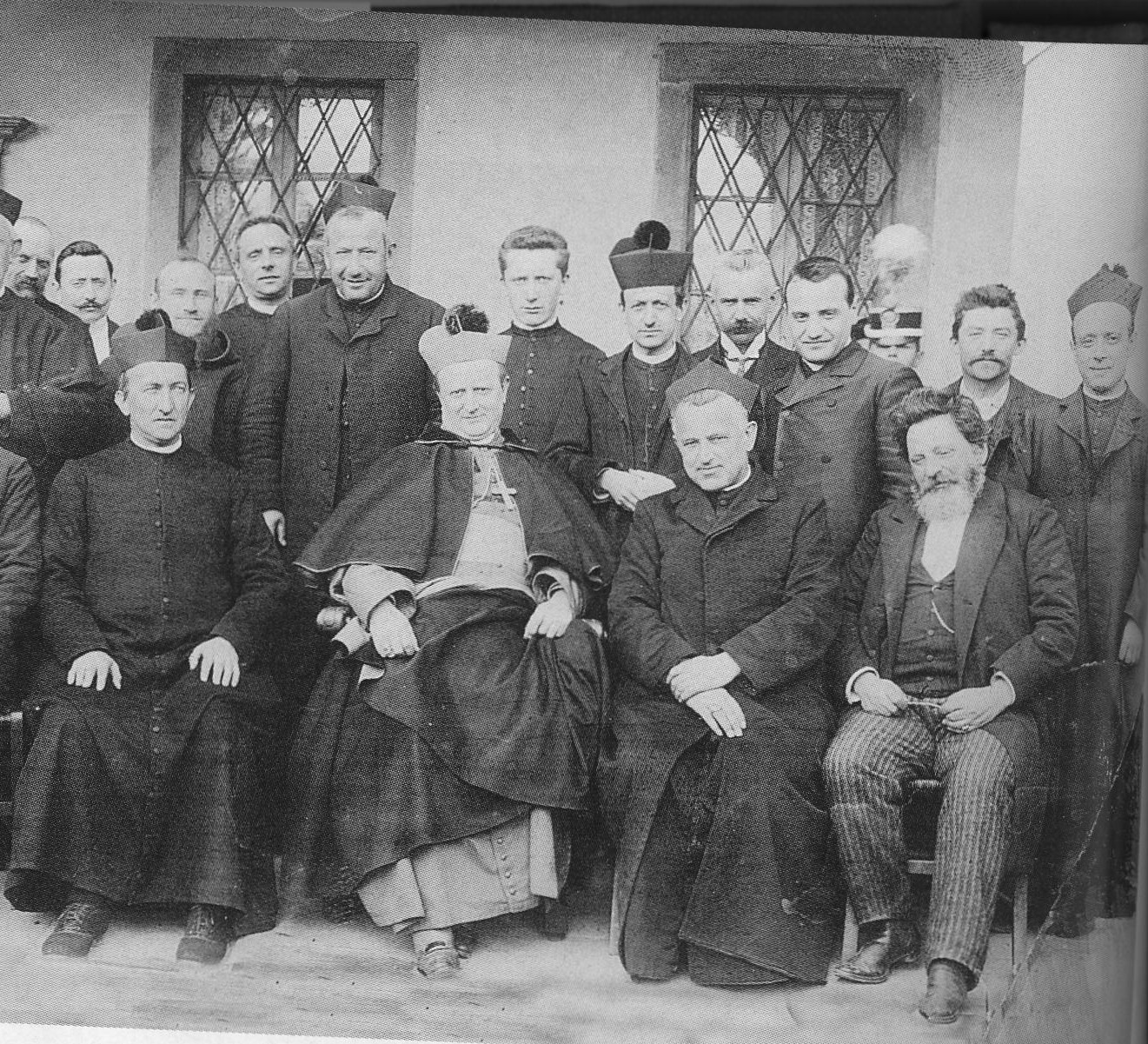
L'abbé Roncalli, debout, à droite, derrière Giacomo Radini-Tedeschi, évêque de Bergame.

Angelo Giuseppe Roncalli naît le 25 novembre 1881 à Brusicco, une des frazioni de Sotto il Monte, village de la campagne de Bergame, en Lombardie. C'est le quatrième enfant (et premier fils) dans une famille de quatorze enfants de milieu campagnard modeste. Son père Giovanni Battista Roncalli (1854–1935) et sa mère Marianna Giulia Mazzolla (1854–1939) sont de simples métayers, bien qu'existe une ascendance masculine de petite noblesse appauvrie (et, par là, une parenté avec le compositeur Ludovico Roncalli, issu de la petite noblesse de Bergame). Son oncle et parrain, Zaverio, est engagé dans l'action catholique, assez proche des idées de Luigi Sturzo.
Angelo entre au petit séminaire à l’âge de douze ans grâce à l'aide financière de son oncle et de prêtres dont le curé Giovanni Morlani, propriétaire des terres qu'exploitait sa famille. Élève assez brillant, il suit le cursus ecclésiastique classique, devenant boursier au séminaire dell'Apollinare de Rome. Il effectue de nombreux pèlerinages au sanctuaire marial de la Madone du Bosco d'Imbersago. À partir de 1895, il tient un journal qu'il continue jusqu'à sa mort. Il fait son service militaire en 1901 au 73e régiment d'infanterie, dans des conditions difficiles, pour que son frère reste sur l'exploitation.
Présenté au pape Pie X qu'il apprécie pourtant moins que son prédécesseur Léon XIII, en 1904, il est ordonné prêtre dans la basilique Santa Maria in Montesanto le 10 août 1904. Peu après, il est nommé secrétaire de Giacomo Radini-Tedeschi, nouvel évêque de Bergame, connu pour son soutien au monde ouvrier en particulier lors des grèves de 1909. Roncalli reste à son service jusqu’à la mort de ce dernier le 22 août 1914. Pendant cette période, il enseigne également l'histoire de l'Église au séminaire de Bergame, en étudiant particulièrement saint Charles Borromée et le concile de Trente (qu'il voit comme un concile réformateur plus qu'anti protestant), saint François de Sales et Grégoire Barbarigo, proclamé saint sous son pontificat. Il donne des conférences à des laïcs sur l'histoire de l'Église.
En 1915, il est, comme sergent de l'armée royale italienne, incorporé dans le service de santé des armées, avant de devenir aumônier militaire dans les hôpitaux.
Après la guerre, il revient au séminaire de Bergame comme directeur spirituel. Son activité le fait pressentir par le cardinal Willem Marinus van Rossum pour travailler au Vatican, à Rome aux œuvres pontificales missionnaires. Comme il ne souhaite pas forcément aller à Rome, sa réponse est assez caractéristique de sa personnalité : « Je suis un homme capable de peu. J’écris très lentement. Paresseux de nature, je me laisse facilement distraire dans mon travail ». Il est néanmoins nommé par Benoît XV et, en 1921, se trouve à la curie romaine, dans la Propaganda Fide (future Congrégation pour l’évangélisation des peuples), où il travaille en particulier au motu proprio de Pie XI (Romanorum Pontificum) sur la coopération des missions. Il profite aussi de cette charge pour visiter de nombreux diocèses et ordres missionnaires italiens.
Il vit à Rome, modestement, avec deux de ses sœurs et se lie avec Giovanni Battista Montini (futur Paul VI) dont il avait connu la mère (lors d'une grève de femmes de l'UFC) et le père député démocrate chrétien, restant proche des milieux qui souhaitent une alliance de la démocratie chrétienne avec les antifascistes. Ayant fait un sermon sur le « nationalisme comme amour de la patrie » par opposition à une « militarisation de la nation », il apparait comme rétif à la ligne de dialogue avec Mussolini que suit alors Pie XI soucieux de régler la question romaine.

### Visiteur apostolique en Bulgarie
En 1925, Pie XI l'écarte de l'Italie en le promouvant évêque pour l’envoyer, contre son gré (il voulait l'Argentine), en Bulgarie, terre orthodoxe, en tant que premier visiteur, puis délégué apostolique. Élevé à la dignité d'archevêque titulaire d'Areopolis (de), consacré à Rome par le Cardinal Giovanni Tacci Porcelli, il choisit comme devise épiscopale Obedientia et Pax (obéissance et paix), empruntée au cardinal César Baronius. Malgré les encouragements de Montini, il est atterré. Il arrive dans une situation tendue : en 1924, un grave incident interreligieux avait marqué les esprits. Roncalli, par une visite et un sermon, contribue à faire tomber la tension (« les bons sentiments vers nos frères séparés ne sont pas suffisants, si vous les aimez vraiment, donnez-leur le bon exemple et transformez votre amour en action »). Devant affronter l'épineuse question du rite latin et du rite oriental, il marque son habituelle bonhomie par de nombreuses visites dans la petite communauté urbaine catholique ou uniate.
L'hôpital catholique soigne gratuitement les malades de toutes confessions, en particulier lors de l'attentat manqué à la cathédrale orthodoxe contre le roi Boris III. Le roi l'en remercie par une entrevue privée, honneur inhabituel, puisque Roncalli n'avait pas de statut diplomatique. Il se rend aussi au centre du pays en 1928, frappé par un tremblement de terre.
Il doit surtout négocier la délicate préparation du mariage du roi Boris III (orthodoxe) avec Jeanne de Savoie, fille catholique du roi Victor-Emmanuel III. Le pape Pie XI avait accepté la dispense à la condition qu'un rite catholique soit célébré et que les filles du couple soient éduquées dans la religion catholique. Or, en plus de la cérémonie catholique d'Assise (25 octobre 1930), une seconde, orthodoxe, fut célébrée à Sofia, ce qui irrita Pie XI, d'autant plus que les filles du couple furent baptisées selon le rite orthodoxe en 1933. Toutefois, la fille du Roi d'Italie ne fut pas excommuniée. Divers indices indiquent que la souplesse de Roncalli ne convenait pas à Pie XI (le bruit courut, sans doute à tort, qu'il l'aurait laissé 45 minutes à genoux pour lui marquer son mécontentement que le fils de Boris, Siméon, ait été baptisé dans le rite orthodoxe).
À l'écart de l'Italie pendant la dictature fasciste, il indique : « Mon exclusion des affaires de l'Italie me parait une bénédiction. Ce que je lis dans les journaux me navre. » Roncalli attend une réaffectation. Éloigné de ses sœurs et de ses parents, il s'avoue « insatisfait » de ne « pouvoir faire davantage » et de devoir « se renfermer dans une vie de parfait ermite, allant contre sa tendance intime de travailler au ministère direct des âmes ».

### Délégué apostolique en Turquie

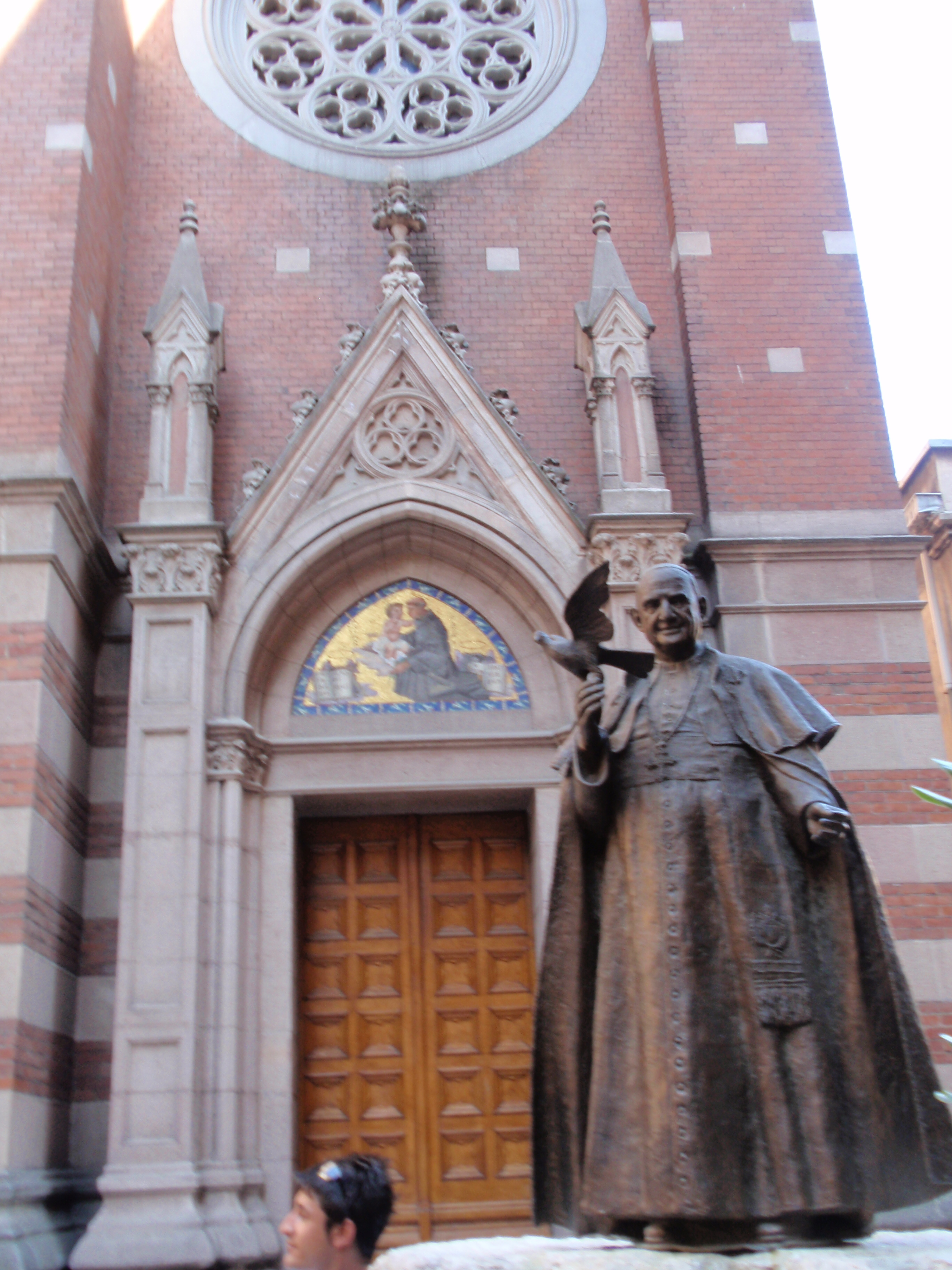
Monument devant l'église Saint-Antoine-de-Padoue

En 1935, il reçoit enfin une réaffectation. Mais sa promotion (avec un titre d'archevêque titulaire de Mesembria) pour le même poste à Istanbul, comme délégué apostolique en Turquie et en Grèce entre 1935 et 1944, n'est guère plus aisée : plus loin encore de sa famille (il ne peut enterrer ni son père, ni sa mère) il doit couvrir un espace important. La communauté catholique est isolée en Grèce orthodoxe et assez fractionnée dans la Turquie d'Ankara, alors dirigée par Atatürk en pleine période de laïcisation de la société (il doit se déplacer en civil, ce qui lui fait dire que l'on est prêtre aussi bien en pantalon qu'en soutane). Il fait de courts passages en Grèce et salue l'élection du nouveau patriarche de Constantinople.
Sur le plan religieux, il fait entrer dans la liturgie des passages dits en turc, ce qui est dénoncé jusqu'à Rome, et indique dans un sermon en 1944, son désir d'un concile œcuménique.
Sur un plan diplomatique, il insiste sur la neutralité du Vatican, dans l'État neutre de Turquie, se refuse à trancher en faveur de Vichy ou de la France libre, et surtout il joue un rôle important pour le sauvetage des réfugiés d'Europe centrale vers la Palestine pendant la guerre, des victimes du nazisme, juifs, surtout mais aussi membres du clergé venus de toute l'Europe et particulièrement de Hongrie et de Bulgarie.
Prévenu dès septembre 1940 des persécutions nazies par l'arrivée de réfugiés polonais, il fait distribuer des permis gratuits d'émigration par la délégation apostolique en particulier vers la Palestine sous mandat britannique, des certificats de baptêmes temporaires et des sauf-conduits, ainsi que des vivres et vêtements en s'appuyant sur la Croix-Rouge locale.
Il envoie une lettre au roi Boris III de Bulgarie, pour qu’il désapprouve la déportation de 25 000 Juifs de Sofia et obtient son aide pour faire sauver par la Croix Rouge des milliers de juifs slovaques, qui étaient déportés en Bulgarie. Il aide le rabbin Yitzhak HaLevi Herzog à alerter le Vatican pour sauver les juifs de Moldavie, et en 1944, ceux de Roumanie (seuls 750 dont 250 orphelins arrivèrent en bateau à Jérusalem). Il rétorque à Franz von Papen qui lui demandait de dire au pape Pie XII que celui-ci doit rejoindre la croisade anti soviétique :
« Et que devrais je dire au Saint Père au sujet des milliers de Juifs qui sont morts en Allemagne et en Pologne, aux mains de vos concitoyens ? » En janvier 1943, il soutient la demande de Berlas auprès du Vatican, pour soutenir la requête d'ouvrir d'autres pays neutres à l'émigration juive, informe le gouvernement allemand que l'agence Juive de Palestine dispose de 5 000 certificats d'immigration légaux et fait demander, en vain, à Radio Vatican de diffuser un message, comme quoi toute aide à des juifs est un acte de miséricorde que l'église approuve. Quoiqu'ayant peu de marges de manœuvre, Roncalli prend des risques en 1944, recevant dans le cadre d'une visite officielle d'État Ira Hirschmann, délégué de l'American War Refugee Board, et un immigrant hongrois, et en leur proposant de renforcer une opération de sauvetage locale (des nonnes délivraient des certificats de baptême à des enfants juifs, que les nazis reconnaissaient, ce qui permettait aux enfants de quitter la Roumanie). Les sœurs de Notre Dame de Sion délivrèrent des certificats, visas – souvent faux – aux Juifs Hongrois.
Ces gestes, pour ceux qu'il nomme les « cousins et compatriotes de Jésus » auraient sauvé de 24 000 à 80 000 Juifs, ce qui justifie pour la fondation internationale Raoul Wallenberg de demander son inscription comme juste entre les nations. Toutefois, en 1943, même s'il approuve le sauvetage des Juifs de Rome, il indique un « trouble spirituel » à ce que ce soit le Vatican qui les envoie en Palestine, leur permettant de reconstituer une « espérance messianique » (il y avait sans doute aussi des raisons diplomatiques, vis-à-vis des Britanniques, et cela correspondait à la perception du secrétaire d'état Maglione). Dans son témoignage écrit, envoyé pour le procès de Nuremberg, Roncalli affirme par ailleurs que Von Papen (ambassadeur du Reich en Turquie) aurait permis ce sauvetage de 24 000 Juifs (qu'il aurait pu dénoncer, et pour lesquels il fournit des papiers en règle). Reçu chez lui à l'heure du repas il avait troublé le couple Von Papen en demandant « conseil » pour « choisir » les enfants qu'il devait livrer et ceux qu'il devait sauver. 
Il accueille avec « beaucoup de calme » la fin du pouvoir de Mussolini en 1943 : « Ce geste du Duce, je le crois un geste de sagesse, qui lui fait honneur. Non, je ne lui jetterai pas la pierre... Ainsi pour lui Sic transit Gloria mundi. Mais le grand bien qu'il a fait à l'Italie reste. Son retrait est toutefois le résultat de quelques-unes de ses erreurs. Dominus parcat illi. [Que Dieu ait pitié de lui.] »

### Nonce en France

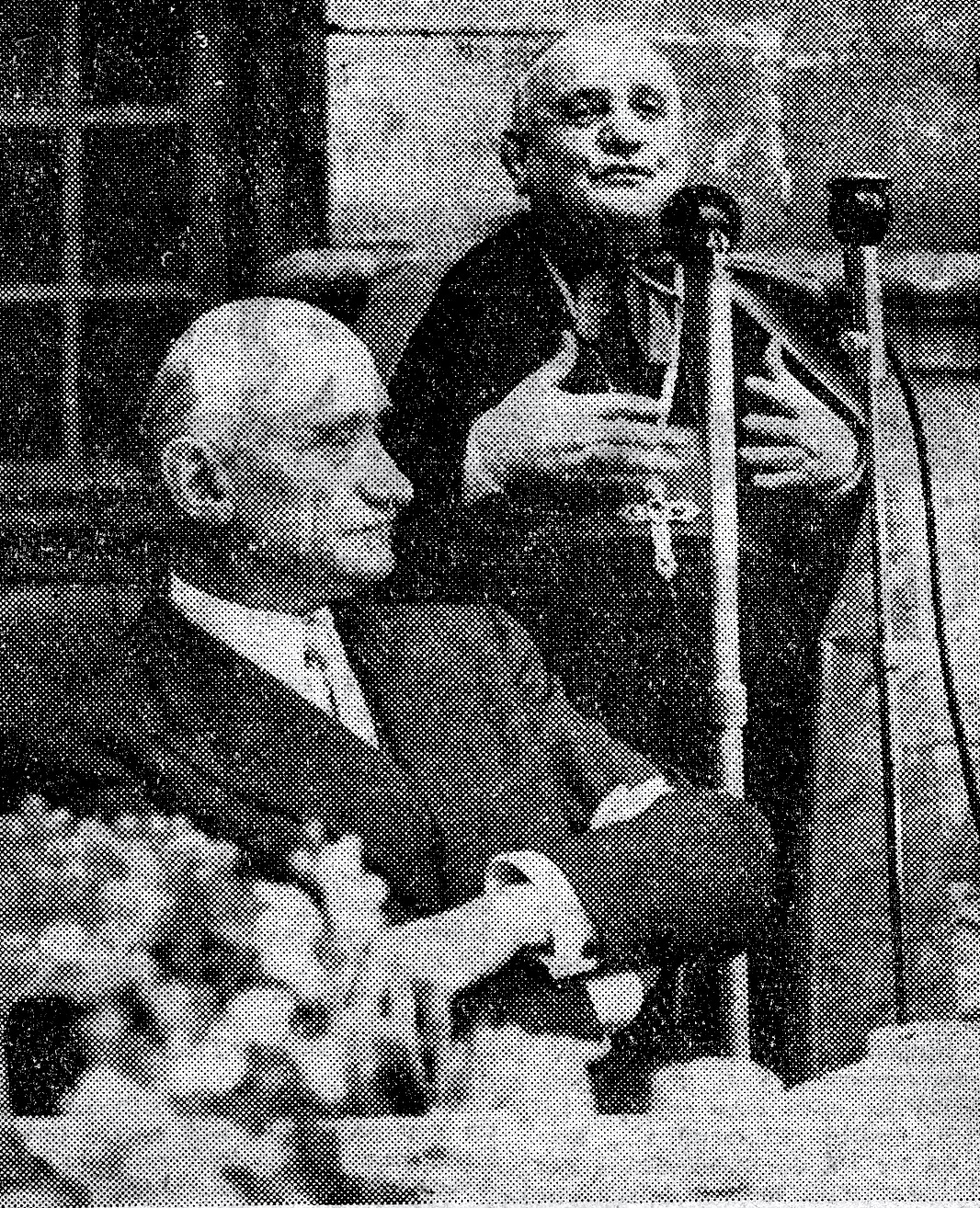
Robert Schuman, un des « pères de l'Europe », et Angelo Roncalli, nonce apostolique, en 1950.

Tout en restant éloigné du centre de la diplomatie papale, Roncalli est consulté par le pape Pie XII (dès 1941, en particulier pour avoir son avis sur la façon dont son silence vis-à-vis des Juifs pourrait être jugé après la guerre). Il est également bien connu de Montini, l'homme de confiance du pape le plus en lien avec la France.
Or, en 1944, le général de Gaulle souhaite voir remplacer le nonce apostolique en France, Valerio Valeri, qui avait soutenu le clergé favorable à Pétain. Pie XII choisit Roncalli pour cette mission, peut-être en signe d’agacement, montrant qu'il n’envoie pas à Paris un diplomate de premier rang. Roncalli, très surpris de cette promotion, y négocie avec succès le problème des évêques compromis avec le régime de Vichy, dont le gouvernement français demandait le remplacement dans le cadre de l'épuration. Pie XII n'accepte que les démissions de trois prélats (sur les 25 demandées) : les évêques Auvity (Mende), du Bois de La Villerabel (Aix) et Dutoit (Arras), et quelques autres personnalités (l'auxiliaire de Paris Roger Beaussart, et trois vicaires d'outremer) trop proches de Vichy. Favorable à la promotion au cardinalat de Roques et Julleville, Roncalli est initialement défavorable à celle de Saliège, qui avait protesté contre l’enfermement des Juifs, et qui était demandée par le gouvernement français. Le nonce craignait que cela ne ternisse par contraste l'image des évêques qui étaient restés silencieux, et il estimait que l'infirmité de l'archevêque de Toulouse était un obstacle à l'accès à cette haute fonction. Il entretient, semble-t-il, de bonnes relations avec le cardinal Suhard et l'épiscopat français. Mais le nonce Roncalli déconcerte et agace à la fois le pape et la diplomatie française par ses visites non protocolaires et chaleureuses dans l'ensemble des diocèses en province, déroutant ses interlocuteurs par sa conversation volubile peu diplomatique. Ce comportement en apparence superficiel lui permet, en fait, d'éviter les conflits. Les sources de tensions sont en effet nombreuses : avec l'État, c'est la question de la laïcité de l'école, qui menace l'unité des coalitions gouvernementales des démocrates-chrétiens du MRP et de la gauche laïque non-communiste. Avec l'Église française, le trouble vient des condamnations par Pie XII des prêtres ouvriers et d'un certain courant moderniste (nouvelle théologie ou ressourcement) en 1950.
Les constantes interventions, dans les choix d'évêques, des chefs du MRP (Bidault) et leur catholicisme nationaliste et résistant, agacent le nonce. Les propositions de Roncalli pour les nominations épiscopales, faites dans le cadre de l'accord de 1921, déplaisent tant au gouvernement français qu'à une partie de ses supérieurs au Saint-Siège. Si les membres du MRP (même Schuman) souhaitent son rappel (en 1970, Georges Bidault témoigne contre sa béatification), Vincent Auriol et De Gaulle le tiennent en haute estime pour sa francophilie, sa compréhension tolérante — en particulier quand il calme un début de guerre scolaire — et sa bonhommie, teintée d'humour (attribuant par exemple à la pluie le rétrécissement de la jupe d'une interlocutrice, lui qui est conservateur sur le plan moral). Moins enthousiaste, le Saint-Siège indique qu'il a été « un observateur attentiste, prudent et plein de confiance envers les nouvelles initiatives pastorales » du clergé français. Premier observateur du Saint-Siège à l'UNESCO, il est créé cardinal en 1953, au moment de son départ. Il reçoit la barrette de cardinal du président Vincent Auriol, qui en avait fait la demande, au titre d'un ancien privilège des souverains français. Les autorités françaises souhaitent en effet que le poste de nonce à Paris conserve le rang de «nonciature à chapeau», alors que les deux précédents nonces avaient quitté Paris sans barrette.

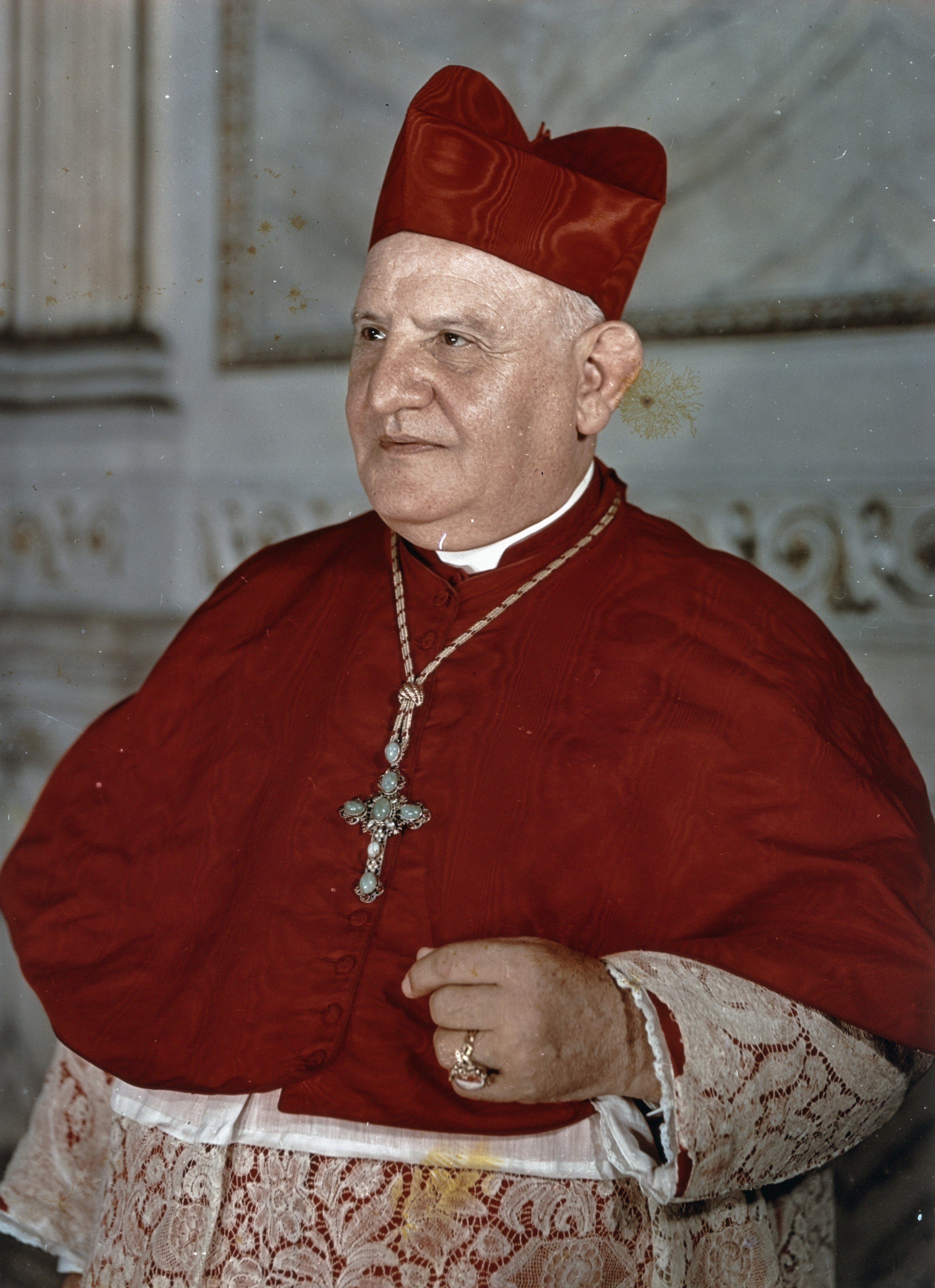
Angelo Roncalli, patriarche de Venise.

### Patriarche de Venise
En 1953, le cardinal est enfin renommé en Italie, conformément à sa première vocation pastorale : à 71 ans, Roncalli devient patriarche de Venise. Cette « fin de carrière » lui permet de nouveau de montrer ses talents de pasteur débonnaire et diplomate. Il y organise un synode diocésain, utilise les transports en commun, les gondoles, multiplie les signes de présence joviale et d'ouverture en direction des paroissiens (« Je veux être votre frère, aimable et compréhensif ») et des Italiens, comme ce message de bienvenue lors du congrès des socialistes en 1957. Mais il ne prend pas de position divergente par rapport à Pie XII (il condamne ainsi, en 1957, « les cinq plaies crucifiant aujourd'hui : l'impérialisme, le marxisme, la démocratie progressiste, la franc-maçonnerie et la laïcité »).

## Pape de l’Église catholique

### Le conclave de 1958

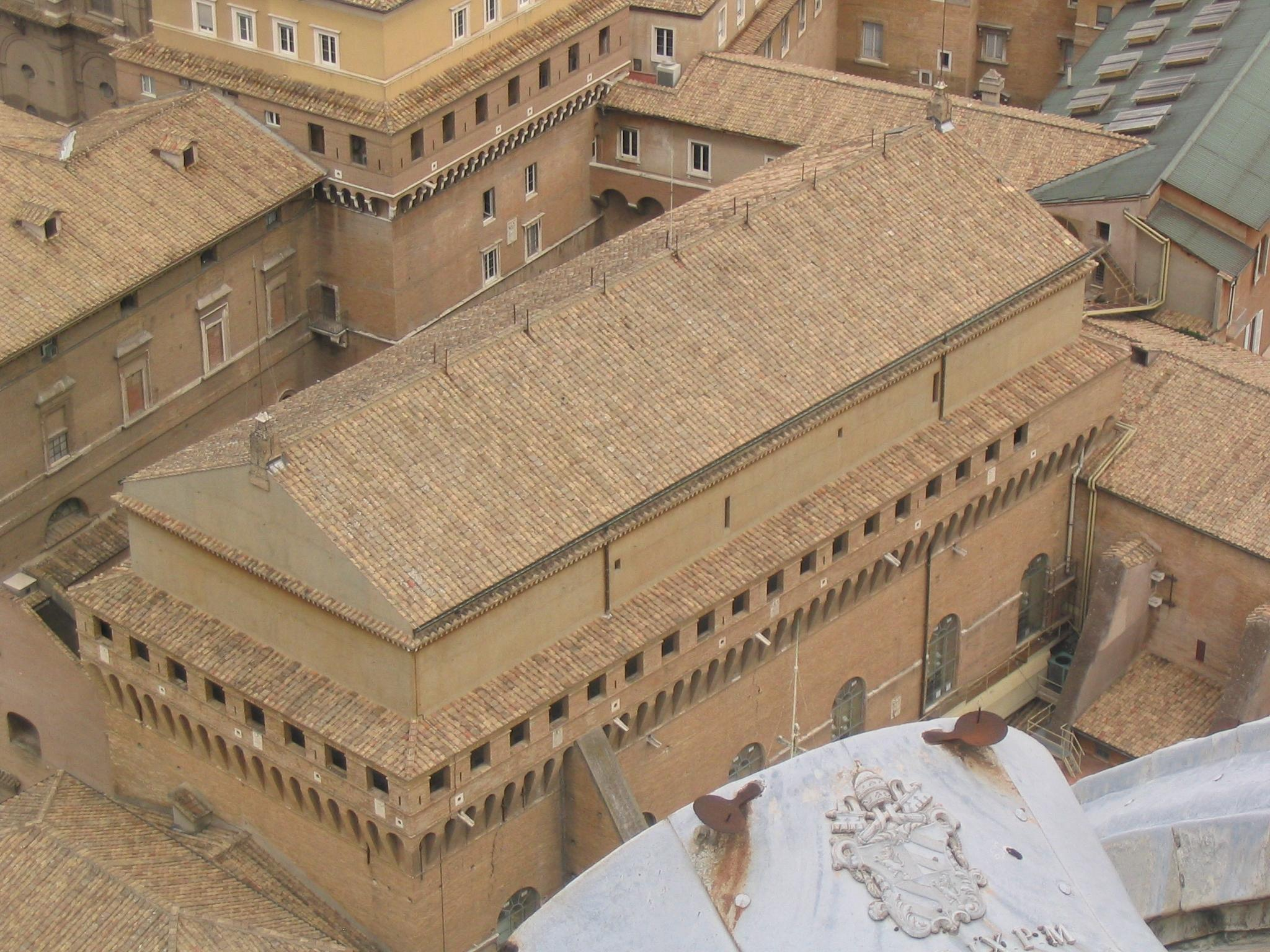
Chapelle sixtine

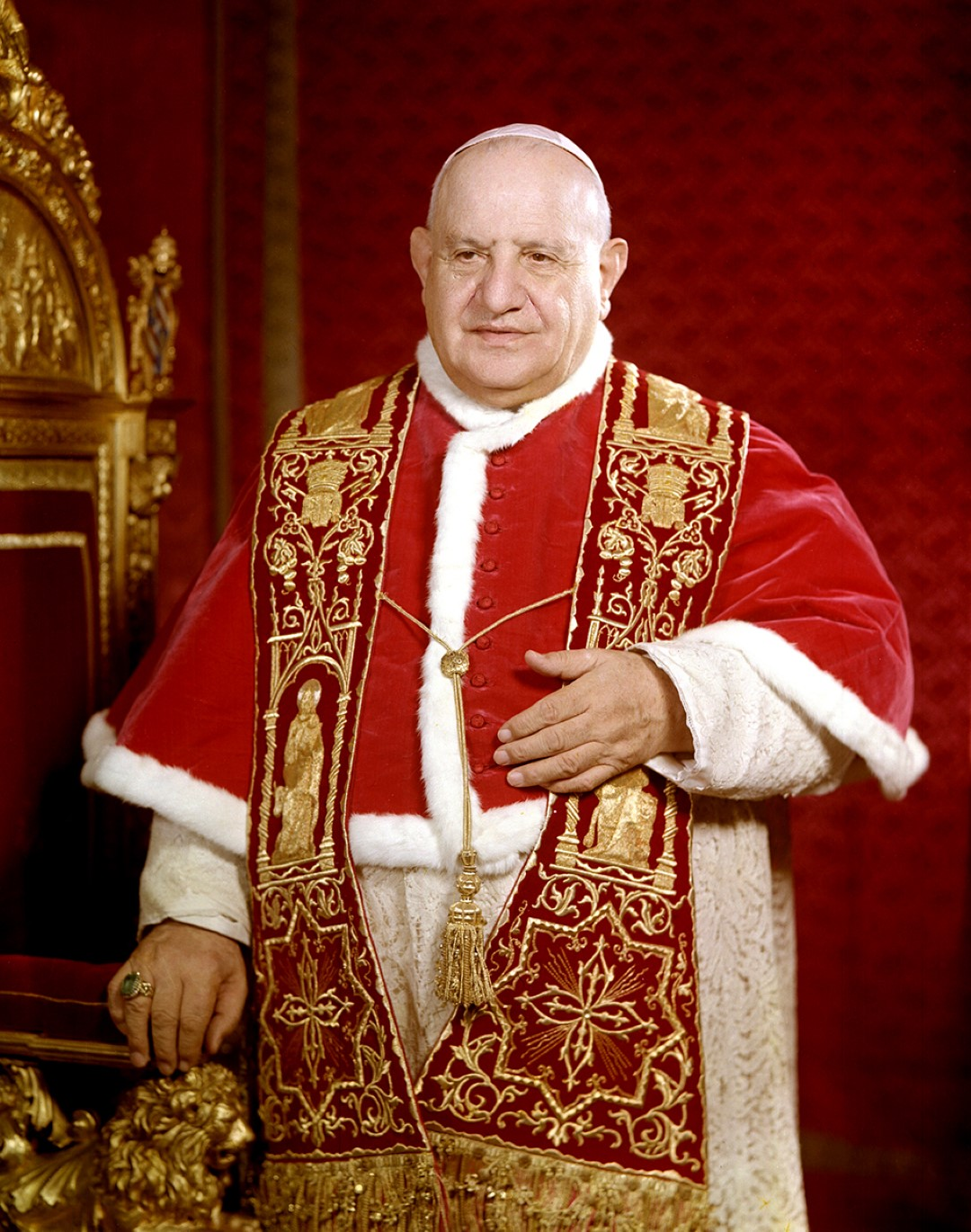
Portrait de Jean XXIII, vers 1959

Le pontificat de Pie XII a été très long (19 ans), et marqué par une centralisation progressive et un exercice solitaire du pouvoir. Lorsque Roncalli arrive au conclave, les cardinaux souhaitent à la fois un changement de style gouvernemental et marquer un temps de réflexion face à un monde moderne en rapide évolution. Le pontificat monarchique de Pie XII a éclipsé la présence de personnalités fortes au sein du Sacré Collège. Aucun successeur ne se dégage.
Après trois jours de conclave et dix tours de scrutin infructueux, le cardinal Roncalli apparait comme un «pape de transition» idéal au terme d’un conclave cherchant à assurer un changement sans rupture. De tempérament bonhomme et habile diplomate, francophone et francophile, le patriarche de Venise était, comme son prédécesseur Pie X, d’origine modeste mais, marqué par le catholicisme social, il était à l’aise dans le travail pastoral exercé dans une Italie du Nord en plein essor industriel. Il est élu pape le 28 octobre 1958, à l'âge de 76 ans.
Il crée une première surprise en choisissant de s’appeler « Jean XXIII » (Ioannes XXIII), reprenant un nom abandonné depuis le XIVe siècle (Jean XXII fut pape de 1316 à 1334), lui aussi à l’issue d’une élection mouvementée, et chez qui on avait également vu un « pape de transition » en raison de son âge (72 ans), mais qui régna 18 ans. Le nouveau souverain pontife explique ce choix de nom ainsi : « Nous choisissons Jean, un nom qui nous est doux parce qu'il est celui de notre père, doux parce qu'il est celui de l'humble église paroissiale où nous avons été baptisé, et le nom solennel de nombre de cathédrales érigées à travers le monde dont notre propre basilique, et nous aimons le nom de Jean parce qu'il nous rappelle Jean le Baptiste, précurseur de Notre-Seigneur, et l'autre Jean, le disciple et évangéliste. Peut-être pouvons-nous, en prenant le nom de cette série de saints-pères, recevoir quelque chose de leur sainteté et de leur force d'esprit, même, si Dieu le veut, dans la sanctification. »
Le choix d’un nom qui n’avait plus été utilisé depuis plus de six cents ans devait également marquer le changement de style de gouvernement. Jean XXIII est intronisé le 4 novembre 1958.

### Un pape réformateur

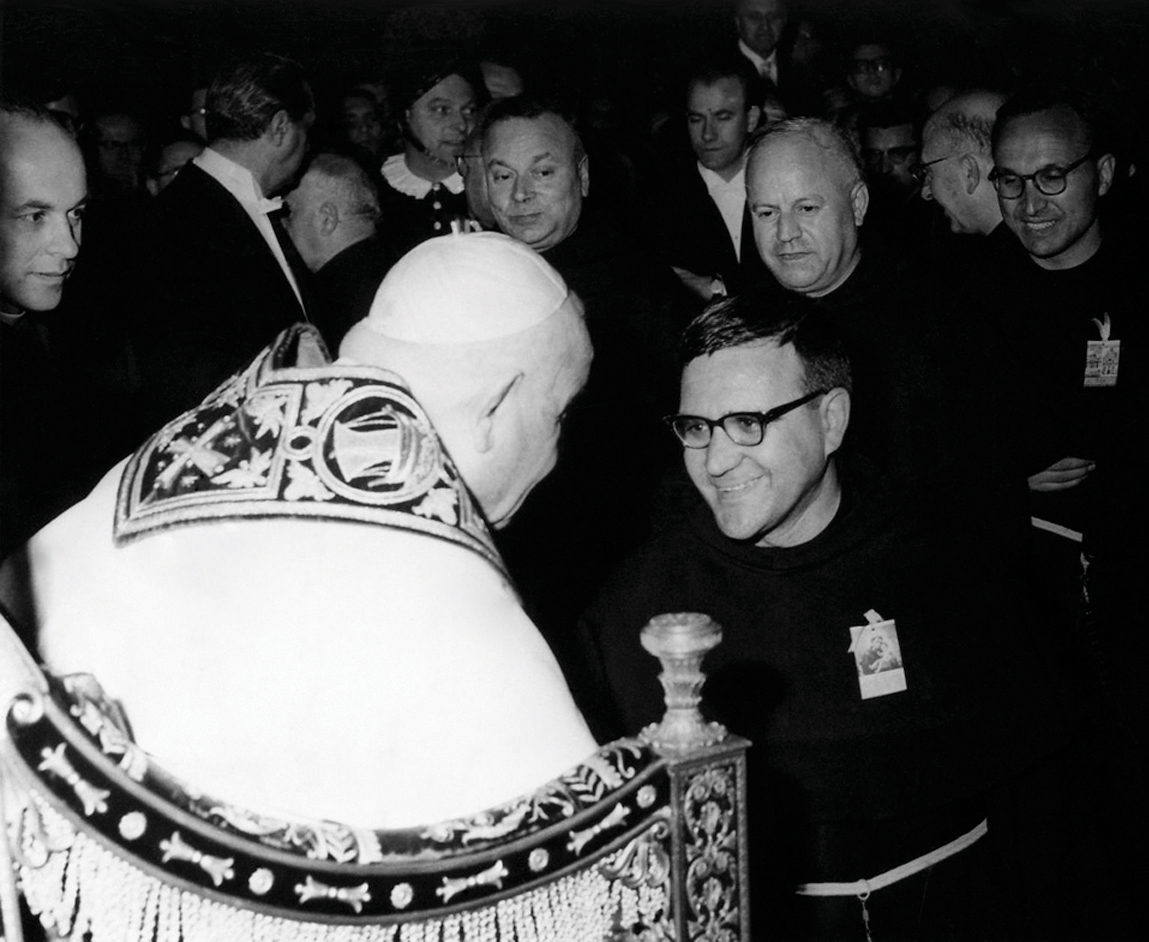
Le pape Jean XXIII donnant audience.

Dès le début de son pontificat, il met l'accent sur l'aspect pastoral de sa charge ; c'est ainsi qu'il est le premier, depuis Pie IX, à sortir de l'enceinte du Vatican après son élection, ce qui lui permet d'assumer pleinement son rôle d'évêque de Rome, souvent négligé par ses prédécesseurs. Il prend solennellement possession de la basilique Saint-Jean-de-Latran et visite les paroisses romaines.
Ses visites à l'hôpital des enfants (Noël 1958) et en prison (1er janvier 1959) marquent les esprits et il abandonne, durant ces occasions, l'usage du nous de majesté pour s'exprimer devant les enfants et les prisonniers. Symboliquement, il rompt avec la tradition voulant que les papes prennent leurs repas de façon solitaire, tradition qui avait été interrompue par Pie X et Benoît XV et qui avait été reprise par Pie XI et Pie XII. De plus, il recommande à la direction de l'Osservatore Romano de cesser l'usage des superlatifs d’usage pour qualifier le souverain pontife. Il désigne Domenico Tardini, un prélat d’expérience, à la secrétairerie d’État (poste qui avait été laissé vacant par Pie XII depuis 1944), où il fait cesser la politique d'affrontement sans dialogue vis-à-vis du bloc de l'Est. Un appel à la paix est directement adressé par le pape au dirigeant de l'URSS lors de la construction du mur de Berlin en 1961, ce qui entraîne un réchauffement des relations permettant la venue d'évêques du bloc communiste au concile.
Dès son premier message « Hac trepida hora », il évoque les persécutions communistes contre l'Église, pour les juger « en contraste flagrant avec la civilisation moderne et avec les droits de l’homme, acquis depuis longtemps » (approbation implicite des Droits de l'homme et de la civilisation moderne, selon ses commentateurs). Il rétablit le travail en coordination avec les dicastères. Il engage également la réforme du Code de droit canonique, datant de 1917, qui s’achève en 1983. Un Conseil pontifical pour la promotion de l'unité des chrétiens est créé, et a pour résultat la présence de plusieurs dizaines d’observateurs d’Églises chrétiennes non catholiques.
Il œuvre également à mettre fin aux troubles qui agitaient l’Église melkite, à la suite de changements liturgiques effectués au sein de cette branche du catholicisme. Acceptant la requête du patriarche Maxime IV Sayegh, il déclare autorisée l’utilisation de la langue vernaculaire lors de chaque célébration de la liturgie byzantine. Jean XXIII consacre aussi évêque un prêtre melkite, le Père Gabriele Acacio Coussa. Pour cela, Jean XXIII use du rite byzantin, fait rare pour un pape, et utilise sa tiare en guise de couronne.
Surtout, dès le 25 janvier 1959, Jean XXIII annonce publiquement vouloir convoquer le deuxième concile du Vatican, qui devait être le vecteur d’une importante modernisation de l’Église catholique romaine. Cette décision surprend voire inquiète la curie romaine, qui redoute des innovations trop marquées. Mais la préparation du concile est confiée à la secrétairerie d’État, ce qui entraîne, après une enquête auprès des évêchés un ordre du jour très peu réformateur. Cette impression d'un concile sans réforme est d'abord confirmée par le synode des prêtres de Rome, sorte de répétition générale du concile à l'échelle de l'évêché, et qui ne débouche que sur un code de conduite du prêtre et le rétablissement du lavement des pieds à certaines dates.
Après un pèlerinage à Assise et Lorette, le pape continue la préparation du concile, alors que sa santé se dégrade.

### Le lancement du concileVaticanII

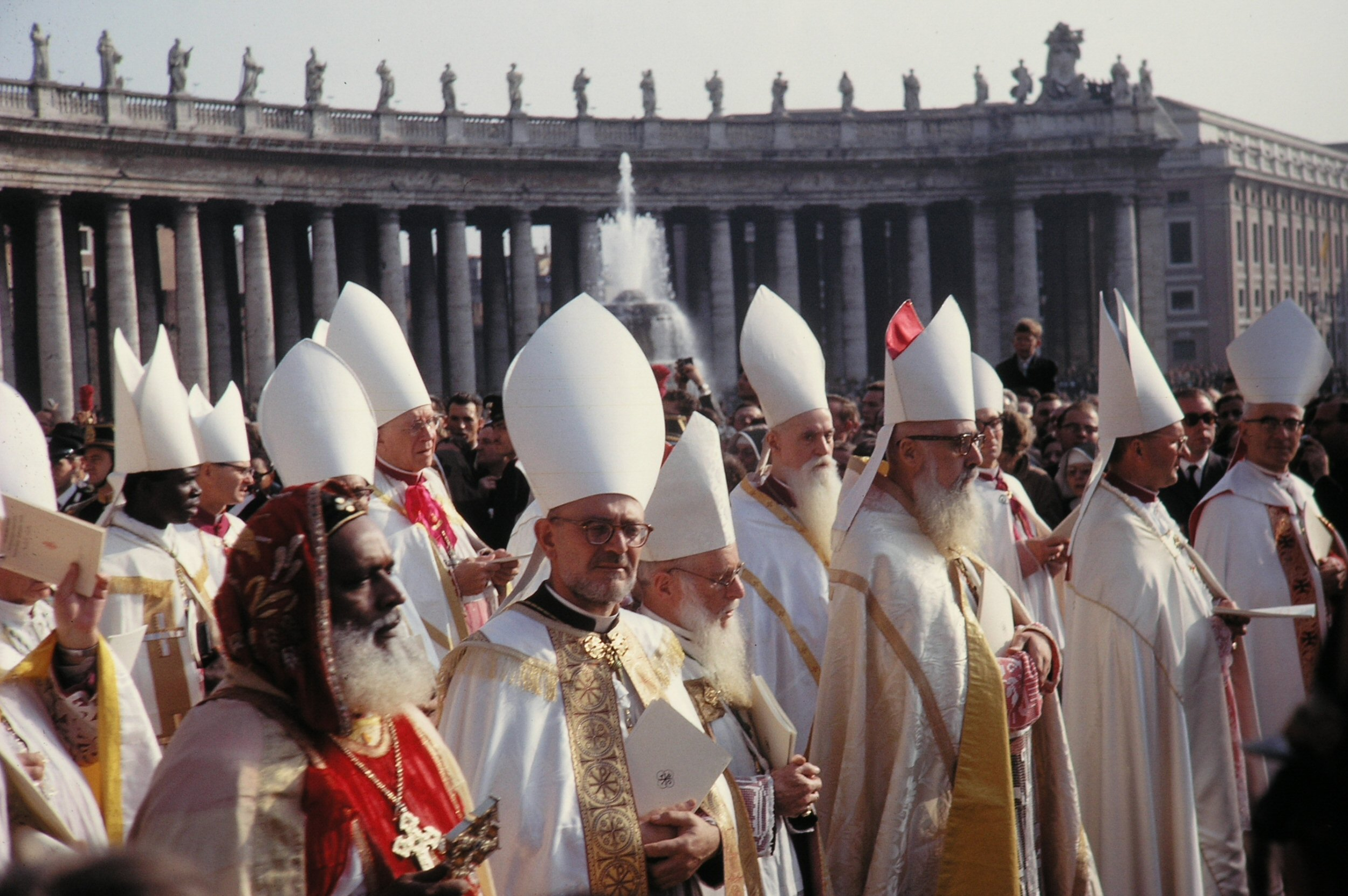
Quelques Pères conciliaires parmi les 2908 évêques convoqués en concile.

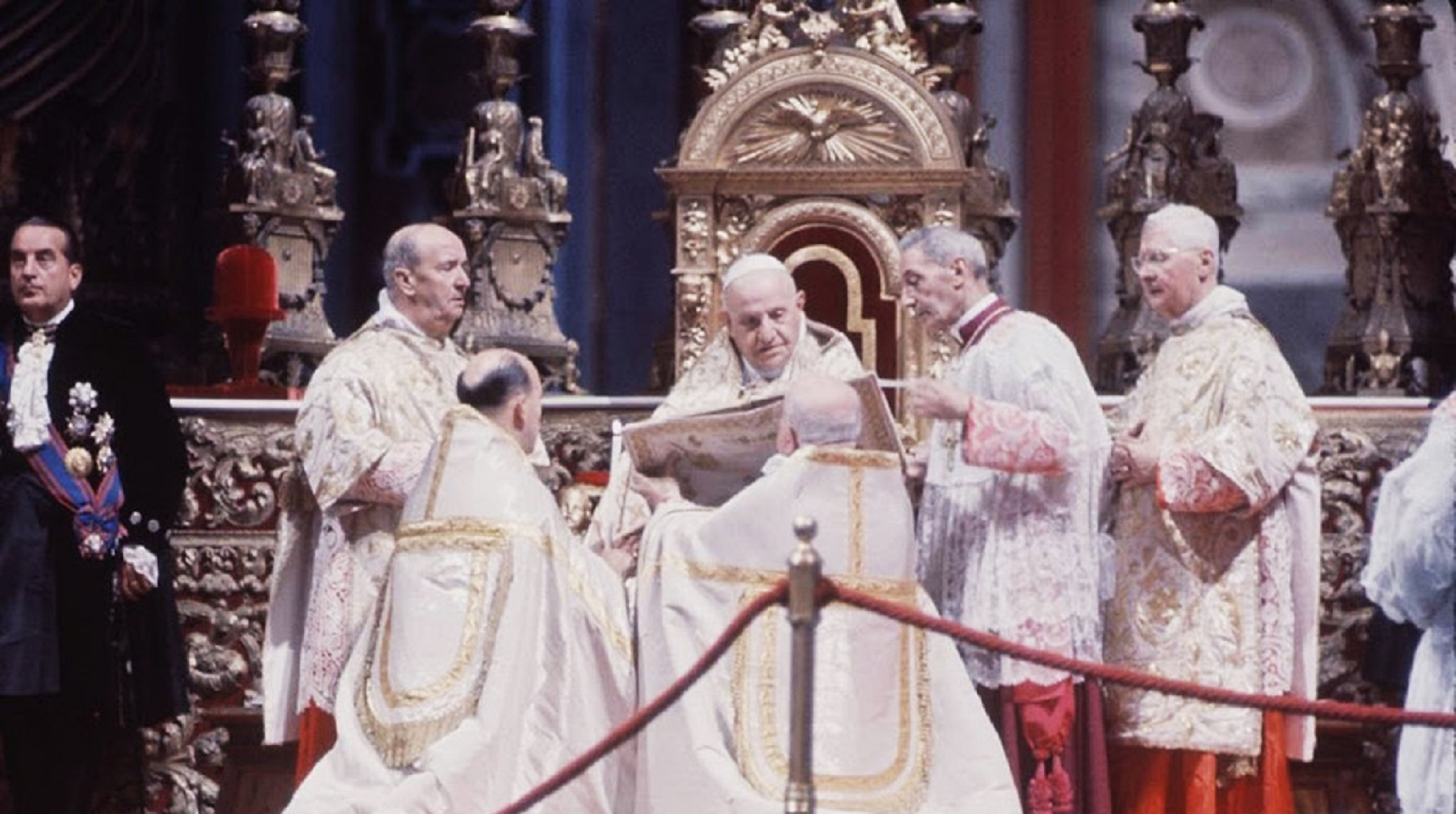
Le pape Jean XXIII photographié par Lothar Wolleh lors de la messe d'ouverture du concile Vatican II.

Le 11 octobre 1962, le concile, couramment désigné depuis lors sous le nom de « Vatican II », est solennellement ouvert. Jean XXIII y prononce un important discours, rédigé personnellement pour sa plus grande partie :

« L'humble successeur du Prince des apôtres qui vous parle, le dernier en date, a voulu en convoquant ces importantes assises donner une nouvelle affirmation du magistère ecclésiastique toujours vivant et qui continuera jusqu'à la fin des temps. Par le Concile, en tenant compte des erreurs, des besoins et des possibilités de notre époque, ce magistère sera présenté aujourd’hui d'une façon extraordinaire à tous les hommes qui vivent sur la Terre. (…) Ce qui est très important pour le Concile œcuménique, c'est que le dépôt sacré de la doctrine chrétienne soit conservé et présenté d’une façon plus efficace. »

 Ce discours est complété le soir même du 11 octobre 1962 par une allocution improvisée depuis un balcon à destination de la foule assemblée « sous la lune », dans lequel il évoque avec beaucoup d'humanité (évoquant les larmes des enfants) le souhait « que nos sentiments soient toujours comme nous les exprimons ce soir, devant le ciel et devant la terre : foi, espérance, charité, amour de Dieu, amour des frères. Et puis, tous ensemble, aidons-nous ainsi, dans la sainte paix de Dieu, à faire le bien ». L'émotion papale est sensible (et peut-être liée au fait qu'on venait de lui diagnostiquer un cancer).
Rapidement l'ordre du jour préparé par la curie conservatrice est désavoué par les pères conciliaires et le pape ordonne une refonte des tâches du concile, qui se lance alors, sous l'impulsion de Montini, avec clarté dans une œuvre réformatrice.
Jean XXIII demande que la question des relations de l'Église catholique avec les Juifs soit abordée au concile. Plus généralement, les conclusions très substantielles de ce concile aboutissent à inviter les catholiques, tout en rappelant leur devoir de fidélité à leur foi, à faire preuve de tolérance envers les fidèles des autres confessions chrétiennes et des autres religions. Elles affirment, dans la déclaration Nostra Ætate, et ce d'ailleurs dans la lignée du concile de Trente, que ni les Juifs du temps du Christ, ni les Juifs d'aujourd’hui ne peuvent être collectivement considérés comme plus responsables de la mort de Jésus que les chrétiens eux-mêmes. Des observateurs non catholiques sont invités au concile. Les patriarches, invités à l'ouverture du concile, qui avaient été placés sur des strapontins derrière les cardinaux sont, à sa demande, placés à ses côtés.
En septembre 1962, un cancer de l'estomac est diagnostiqué. Jean XXIII s'efforce cependant de permettre au concile de continuer son travail.
Le 25 octobre 1962, lors de la crise de Cuba, il lance aux Grandes Puissances, en français, sur Radio Vatican, un appel pour la Paix. Le 11 avril 1963, il promulgue une encyclique qui est perçue comme étant son testament spirituel : Pacem in terris. Au-delà du monde catholique elle est adressée « à tous les hommes de bonne volonté », fait l'apologie de la démocratie, affirme que la guerre ne peut être un instrument de justice et préconise que ce soit désormais la « loi morale », qui régisse la relation entre les états, prônant la solidarité, la justice et la liberté. Le 11 mai 1963, il reçoit le prix Balzan pour son engagement en faveur de la paix. C'est là sa dernière apparition publique.

### Maladie et mort

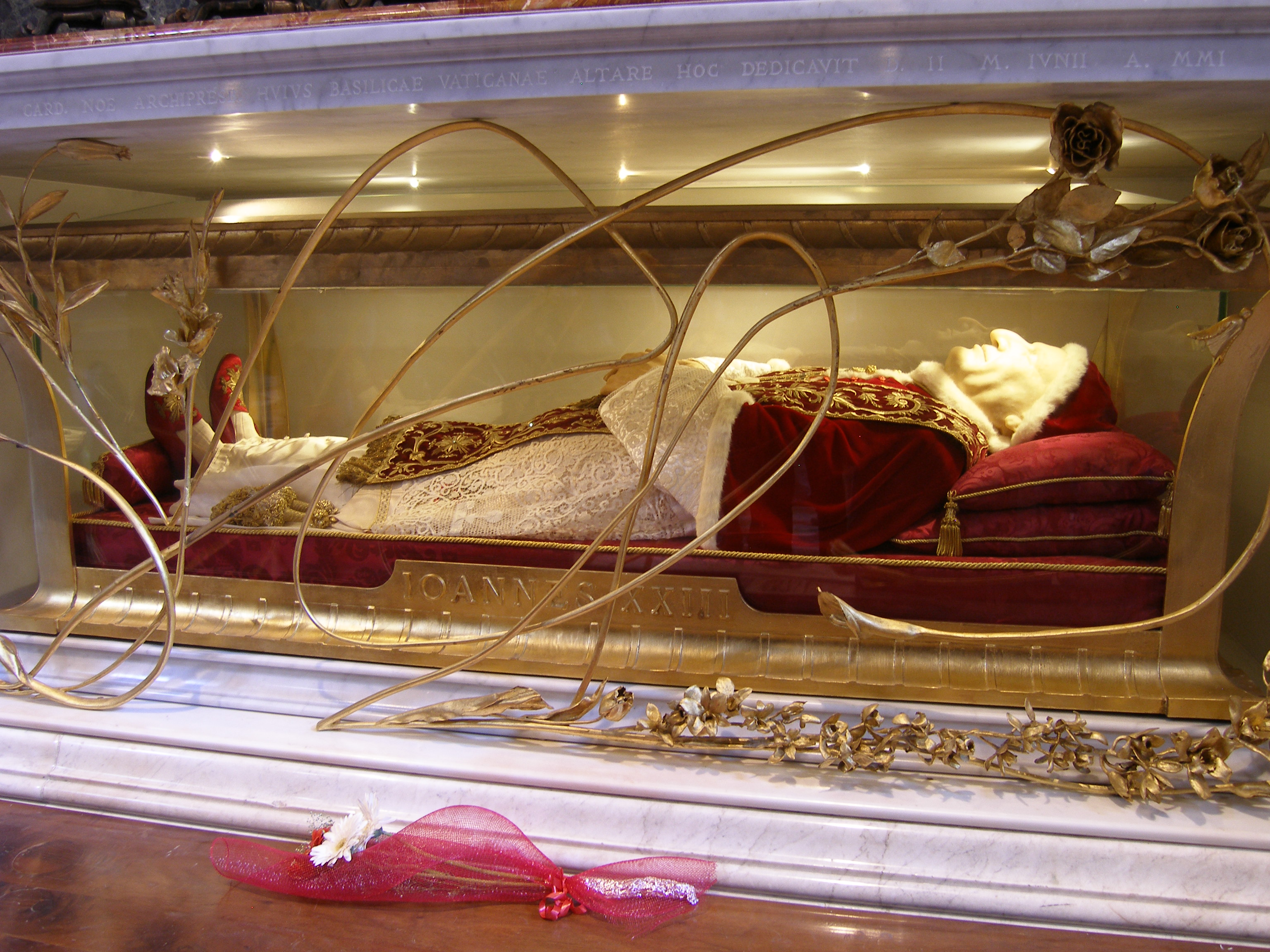
Sarcophage (en cristal blindé) du pape Jean XXIII, dans la basilique Saint-Pierre de Rome

Les premières rumeurs sur la mauvaise santé du pape circulent en novembre 1962. Dès lors, son état de santé retient l'attention des médias du monde entier, car il est régulièrement victime de « crises », qui l'affaiblissent jour après jour.
Atteint d'un cancer de l'estomac et d'un cancer de la prostate, il est victime d'une hémorragie interne le 28 mai 1963, ainsi que d'une péritonite. Il est dès lors alité en permanence.
À partir de ce jour, Radio Vatican transmet quotidiennement un bulletin de santé du pape, l'entourage indiquant que, entre lucidité et inconscience, il continue d'exercer son pouvoir papal jusqu'aux derniers moments. Jean XXIII reçoit les derniers sacrements et, à l'issue d’une longue agonie et au terme d’un court pontificat de presque cinq ans, meurt dans la soirée du 3 juin 1963 au Palais apostolique, le lundi de Pentecôte, à l'âge de 81 ans.

## Béatification, canonisation et postérité

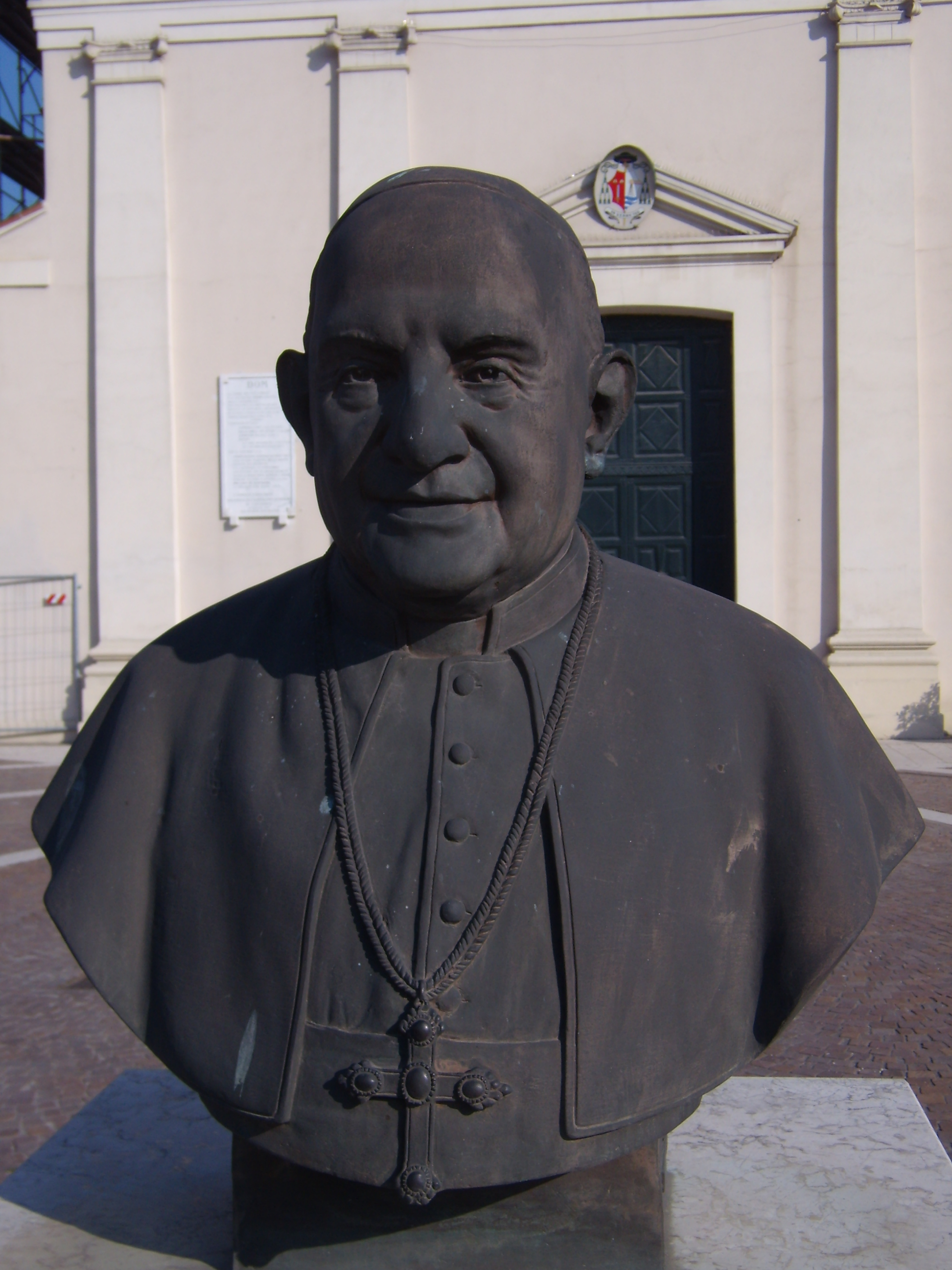
Monument à Jean XXIII à Porto Viro (Rovigo, Italie)

Le pape laisse une image de profonde humanité et de simplicité dans les comptes rendus des médias de l'époque. Son initiative du lancement du Concile est tenue comme majeure. 
Il est béatifié le 3 septembre 2000 par Jean-Paul II. Le miracle qui a ouvert la voie à la béatification a eu lieu le 25 mai 1966, en faveur d'une religieuse italienne, sœur Caterina Capitani, de la congrégation des Filles de la charité, considérée comme mourante par les médecins à la suite d'une opération en vue de l'ablation d'une tumeur à l'estomac et qui a soudainement guéri, après en avoir appelé à l'intercession du pape défunt.
À l'ouverture en janvier 2001 du triple cercueil en sapin, chêne rouvre et plomb où il reposait, son corps est découvert en excellent état de conservation, conséquence de l'intervention, quelques heures après la mort, d'un expert en traitement des cadavres, Gennaro Goglia, qui le révèlera dans le numéro de juin 2001 du magazine Famiglia Cristiana. Complété d'un masque de cire, il repose depuis lors dans un cercueil de cristal sous l'autel de la chapelle Saint-Jérôme de la basilique Saint-Pierre.
En 2002, Giorgio Capitani réalise, pour la télévision, Jean XXIII : le pape du peuple, film d'une durée de trois heures narrant la vie d'Angelo Roncalli, Jean XXIII. Parmi les acteurs figurent Edward Asner, qui incarne Angelo Roncalli, et Claude Rich, qui interprète le cardinal Alfredo Ottaviani.
Le 2 juillet 2013, les évêques et cardinaux membres de la Congrégation pour les causes des saints se réunissent en assemblée plénière pour évoquer différents cas de béatifications et de canonisations. Dès le 5 juillet suivant, le pape François autorise la congrégation à promulguer le décret permettant la canonisation des bienheureux Jean-Paul II et Jean XXIII. Lors du consistoire convoqué le 30 septembre 2013, le pape François fixe la date de la cérémonie de canonisation de ses deux prédécesseurs au 27 avril 2014, en la solennité de la miséricorde divine, correspondant à la date anniversaire des 75 ans du cardinal Stanislaw Dziwisz, actuel archevêque émérite de Cracovie (et ancien secrétaire de Jean Paul II). Cette double canonisation résulte de la volonté du pape François d'équilibrer « politiquement » deux figures très différentes de la catholicité. Jean XXIII bénéficie d’une procédure simplifiée, approuvée par François, et qui le dispense du deuxième miracle habituellement nécessaire pour la canonisation.
Le 27 avril 2014, lors de la messe du dimanche de la divine Miséricorde, le pape François préside la cérémonie de canonisation conjointe des papes Jean-Paul II et Jean XXIII. C'est la première fois dans l'histoire de l'Église qu'une double canonisation de papes a lieu. Le pape François préside la double cérémonie en présence de son prédécesseur Benoît XVI.

## Encycliques
- Ad Petri Cathedram, 29 juin 1959, inauguration du pontificat ;
- Sacerdotii nostri primordia, 31 juillet 1959, sur Jean-Marie Vianney, curé d’Ars ;
- Gratia Recordatio, 26 septembre 1959, sur le Rosaire ;
- Princeps Pastorum, 28 novembre 1959 sur les missions ;
- Mater et Magistra, 15 mai 1961, commémoration de Rerum novarum ;
- Aeterna Dei Sapientia, 11 novembre 1961 ;
- Pænitentiam agere, 1er juillet 1962, sur le futur concile ;
- Pacem in terris, 11 avril 1963, sur la paix.

## Décorations

### Ordres pontificaux
- Grand maître de l'ordre du Christ.
- Grand maître de l'ordre de l'Éperon d'or.
- Grand maître de l'ordre de Pie IX.
- Grand maître de l'ordre de Saint-Grégoire-le-Grand.
- Grand maître de l'ordre de Saint-Sylvestre.

### Décorations étrangères
- Grand-croix de l'ordre du Mérite de la République fédérale d'Allemagne
- Médaille présidentielle de la Liberté (États-Unis)
- Grand-croix de la Légion d'honneur (France)
- Médaille commémorative de l'Unité italienne (Italie)
- Médaille commémorative de la guerre italo-autrichienne 1915-1918 (Italie)
- Médaille de la Victoire interalliée (Italie)
- Médaille de bronze de la valeur militaire (Italie)

## Lieux qui portent son nom
- Sa commune natale de Sotto Il Monte, près de Bergame, devenue Sotto il Monte Giovanni XXIII
- L'église Jean-XXIII de Sartrouville dans les Yvelines
- Le parvis Jean XXIII à Mons-en-Barœul
- La rue Jean XXIII à Dijon
- La rue Jean XXIII à Nîmes
- La rue Jean XXIII à Amiens
- La rue Jean XXIII à Eaubonne (Val d'Oise, France)
- La rue Jean XXIII à Québec, au Canada
- Église Sainte-Trinité Jean XXIII à Sarcelles
- La salle Jean XXIII à l’Institut Notre-Dame et séminaire de Bastogne
- La salle Jean XXIII à Frangy (Haute-savoie).
- La rue Jean XXIII à Sainte-Marie de la Réunion
- La rue Jean XXIII à Achères dans les Yvelines
- L’avenue Jean XXIII à Metz
- L’avenue Jean XXIII à Lisieux
- L'avenue Jean XXIII à Grasse
- L'avenue Jean XXIII à Rixensart
- Le boulevard Jean-XXIII à Trois-Rivières au Canada
- Le boulevard Jean XXIII à Angoulême
- Le boulevard Jean-XXIII à Lyon
- Le boulevard du Pape-Jean-XXIII à Nice
- Le centre Jean-XXIII au Chesnay dans les Yvelines
- Le centre Jean-XXIII aux Ulis dans l’Essonne
- Le centre Jean XXIII de Mvolyé à Yaoundé Cameroun
- Le collège Jean XXIII à Braine-l'Alleud, (Belgique)
- Le collège Jean-XXIII à La Barre à Angers
- La place Jean-XXIII à Angers
- Le collège Jean-XXIII à Mulhouse
- Le collège Jean-XXIII à Pamiers
- Le collège-lycée Jean XXIII à Quintin
- La maternelle-école primaire-collège-lycée-prépa économique Jean-XXIII à Montigny-lès-Metz en Moselle
- L’école primaire Jean XXIII à Québec
- L'école primaire Jean XXIII à Repentigny
- L’école primaire Jean XXIII à Saint-Wenceslas
- L’école primaire Jean XXIII à Sherbrooke
- L’école primaire Jean XXIII à Nantes
- L'école primaire Jean XXIII à Québec
- L’école maternelle et primaire Jean XXIII à Toulon
- L'école maternelle et primaire Jean XXIII à Ivry-sur-Seine
- L'école maternelle et primaire Jean XXIII à Vitré (Bretagne)
- La Maison Jean XXIII de la Fondation d'Auteuil à Orly (Val-de-Marne)
- Le grand séminaire Jean XXIII à Kinshasa
- L’institut Jean XXIII à Rochefort (Belgique)
- Le lycée Jean-XXIII aux Herbiers en Vendée
- Le lycée Jean XXIII à Yvetot
- Le Lycée Jean-XXIII à Reims
- La place Jean-XXIII à Mantes-la-Jolie
- Le quartier Jean-XXIII à Reims
- Le relais Jean XXIII à Fontenay-sous-Bois
- La rue Papa Roncalli à Istanbul
- Le square Jean-XXIII à Paris, à côté de Notre Dame
- Le centre Jean XXIII à Agen
- Le collège Jean XXIII à Woluwe-Saint-Pierre (Belgique)
- L’école secondaire Jean XXIII à Dorval (Canada)
- L'école primaire Jean XXIII au Cap-Haïtien (Haïti).
- Le collège Jean XXIII aux Gonaïves (Haïti).
- L’avenue Juan XXIII, à Madrid
- L'ancienne école primaire Jean XXIII à Saguenay
- Le Foyer Jean XXIII (CRAL) à Volgelsheim (Haut-Rhin, France)
- L'avenue Juan XXIII (et le quartier), à Séville (Espagne)
- Le centre Jean XXIII à Annecy-le-Vieux (Haute-Savoie, France)
- Le centre Jean XXIII à Sin-le-Noble (Nord, France)
- Rue Jean XXIII à Saint-Max (Meurthe-et-Moselle, France)
- Lycée professionnel et hôtelier Jean XXIII à Païta (Nouvelle-Calédonie, France)
- Maison Jean XXIII de l'Université ESMIA, Antananarivo, Madagascar
- La paroisse Jean XXIII à Ouroux-sur-Saône et les villages alentour (Saône-et-Loire, France).
- La paroisse Jean XXIII à Volgelsheim (Haut-Rhin, France)
- L'église Jean XXIII (paroisse Saint-Jean-Baptiste) à Riedisheim (Haut - Rhin, France)
- La paroisse Jean XXIII en Douaisis (Roost-Warendin, Flers-en-Escrebieux, Auby, Waziers, Dorignies, Frais-Marais, la Clochette) (diocèse de Cambrai, Nord, France)
- La paroisse Saint-Jean XXIII dans le diocèse de Dijon (4 clochers : Orgeux, Varois-et-Chaignot, Saint-Apollinaire et Sainte-Bernadette aux Grésilles) (site internet de la paroisse Saint-Jean XXIII)
- La paroisse Bienheureux Jean XXIII (Saint-Herblain, Couëron, La Chabossière et Indre en Loire-Atlantique 44, France)
- La Paroisse Saint-Jean XXIII (Archidiocèse de Ouagadougou, Burkina Faso)
- La rue Jean XXIII à Carquefou (Loire-Atlantique, France)
- Le Grand Séminaire - Centre Jean XXIII, à Luxembourg, Grand-Duché de Luxembourg
- La paroisse SaintJean XXIII à Ouagadougou au Burkina
- La rue Jean XXIII à Herblay (Val d'Oise, France)
- Petit séminaire Jean XXIII de Kindia en Guinée
- Centre paroissial Jean XXIII à Meyzieu
- Le Collège Jean XXIII à Kolwezi en République Démocratique du Congo
- La rue Jean XXIII à La Chapelle-sur-Erdre (Loire-Atlantique, France)
- L'église Jean XXIII à Saint-Quentin (Aisne, France)
- La rue Jean XXIII à Brunoy (Essonne, France)
- La place Jean XXIII aux Saintes-Maries-de-la-Mer (Bouches du Rhône, France)
- La paroisse Jean XXIII à Gatineau (Québec, Canada)

- La maison des associations de Melun (Seine et Marne, France)
- Le centré paroissial Jean XXIII à Brignoles (Var, France)

## Succession apostolique
Jean XXIII a ordonné les évêques suivants :
- Archevêque Antonios Grigorios Voutsinos (de), A.A. (1937)
- Archevêque Joseph Emmanuel Descuffi, C.M. (1938)
- Cardinal Alfredo Pacini (1946)
- Archevêque Giacomo Testa (en) (1953)
- Évêque Augusto Gianfranceschi (1953)
- Cardinal Silvio Oddi (1953)
- Évêque Giuseppe Olivotti (it) (1957)
- Évêque Pio Augusto Crivellari (it), O.F.M. (1958)
- Cardinal Mario Casariego y Acevedo, C.R.S. (1958)
- Archevêque José Floriberto Cornelis, O.S.B. (1958)
- Cardinal Angelo Dell'Acqua (1958)
- Cardinal Giuseppe Antonio Ferretto (1958)
- Cardinal Carlo Grano (1958)
- Pape Jean-Paul Ier (1958)
- Évêque Charles Msakila (de) (1958)
- Cardinal Domenico Tardini (1958)
- Cardinal Corrado Bafile (1960)
- Cardinal Paul Zoungrana, M.Afr. (1960)
- Cardinal Jérôme Louis Rakotomalala (1960)
- Cardinal Bernard Yago (1960)
- Évêque Dominic Yoshimatsu Noguchi (ja) (1960)
- Évêque Joseph Kilasara (de), C.S.Sp. (1960)
- Cardinal Peter Poreku Dery (1960)
- Évêque Joseph Mikararanga Busimba (de) (1960)
- Évêque James Hagan (de), C.S.Sp. (1960)
- Évêque Aloysius Louis Scheerer (de), O.P. (1960)
- Évêque Eusebius John Crawford (de), O.P. (1960)
- Évêque Anthony Denis Galvin, M.H.M. (1960)
- Évêque Renatus Lwamosa Butibubage (de) (1960)
- Évêque Thomas William Muldoon (de) (1960)
- Évêque François Xavier Rajaonarivo (de) (1960)
- Cardinal Pericle Felici (1960)
- Cardinal Egano Righi-Lambertini (1960)
- Cardinal Dino Staffa (1960)
- Archevêque Joseph Francis McGeough (en) (1960)
- Archevêque Giuseppe Mojoli (en) (1960)
- Évêque Carlos Schmitt (pt), O.F.M. (1960)
- Évêque Edward Ernest Swanstrom (en) (1960)
- Évêque Francesco Bertoglio (1960)
- Cardinal Gabriel Acacius Coussa, B.A. (1961)
- Évêque Hippolyte Berlier (de), C.SS.R. (1961)
- Archevêque Francis Carroll (en), S.M.A. (1961)
- Archevêque Joseph Cheng Tien-Siang (de), O.P. (1961)
- Évêque Angelo Cuniberti (de), I.M.C. (1961)
- Évêque Caesar Gatimu (1961)
- Évêque John Baptist Gobbato, P.I.M.E. (1961)
- Évêque William Zephyrine Gomes (de) (1961)
- Archevêque Pius Kerketta, S.I. (1961)
- Archevêque Stanislaus Lo Kuang (de) (1961)
- Évêque Thomas Albert Newman, M.S. (1961)
- Évêque Placidus Nkalanga (en), O.S.B. (1961)
- Évêque Ignatius Phakoe (de), O.M.I. (1961)
- Évêque Sebastian U Shwe Yauk (de) (1961)
- Évêque Petrus Pao-Zin Tou (de) (1961)
- Cardinal Alfredo Ottaviani (1962)
- Cardinal Alberto di Jorio (1962)
- Cardinal Francesco Bracci (1962)
- Cardinal Francesco Roberti (1962)
- Cardinal André-Damien-Ferdinand Jullien (1962)
- Cardinal Arcadio María Larraona Saralegui, C.M.F. (1962)
- Cardinal Francesco Morano (1962)
- Cardinal William Theodore Heard (1962)
- Cardinal Augustin Bea, S.I. (1962)
- Cardinal Antonio Bacci (1962)
- Cardinal Michael Browne, O.P. (1962)
- Cardinal Joaquín Anselmo María Albareda y Ramoneda, O.S.B. (1962)
- Cardinal Enrico Dante (1962)
- Cardinal Cesare Zerba (1962)
- Cardinal Pietro Palazzini (1962)
- Archevêque Giovanni Battista Scapinelli di Leguigno (it) (1962)
- Archevêque Beniamino Nardone (de) (1962)
- Cardinal Paul-Pierre Philippe, O.P. (1962)